# Мята перечная
Мя́та пе́речная, она же мята холодная и мята английская (лат. Méntha piperíta), — травянистое растение; вид рода Мята (Mentha) семейства Яснотковые (Lamiaceae).
Культурное растение было получено путём гибридизации дикорастущих видов мяты — мяты водной (Mentha aquatica) и мяты колосистой (Mentha spicata).
Культивируется повсеместно в садах и огородах. В России селекционные сорта мяты перечной в промышленных масштабах выращивают в Краснодарском крае и Воронежской области. Иногда дичает.

## Ботаническое описание

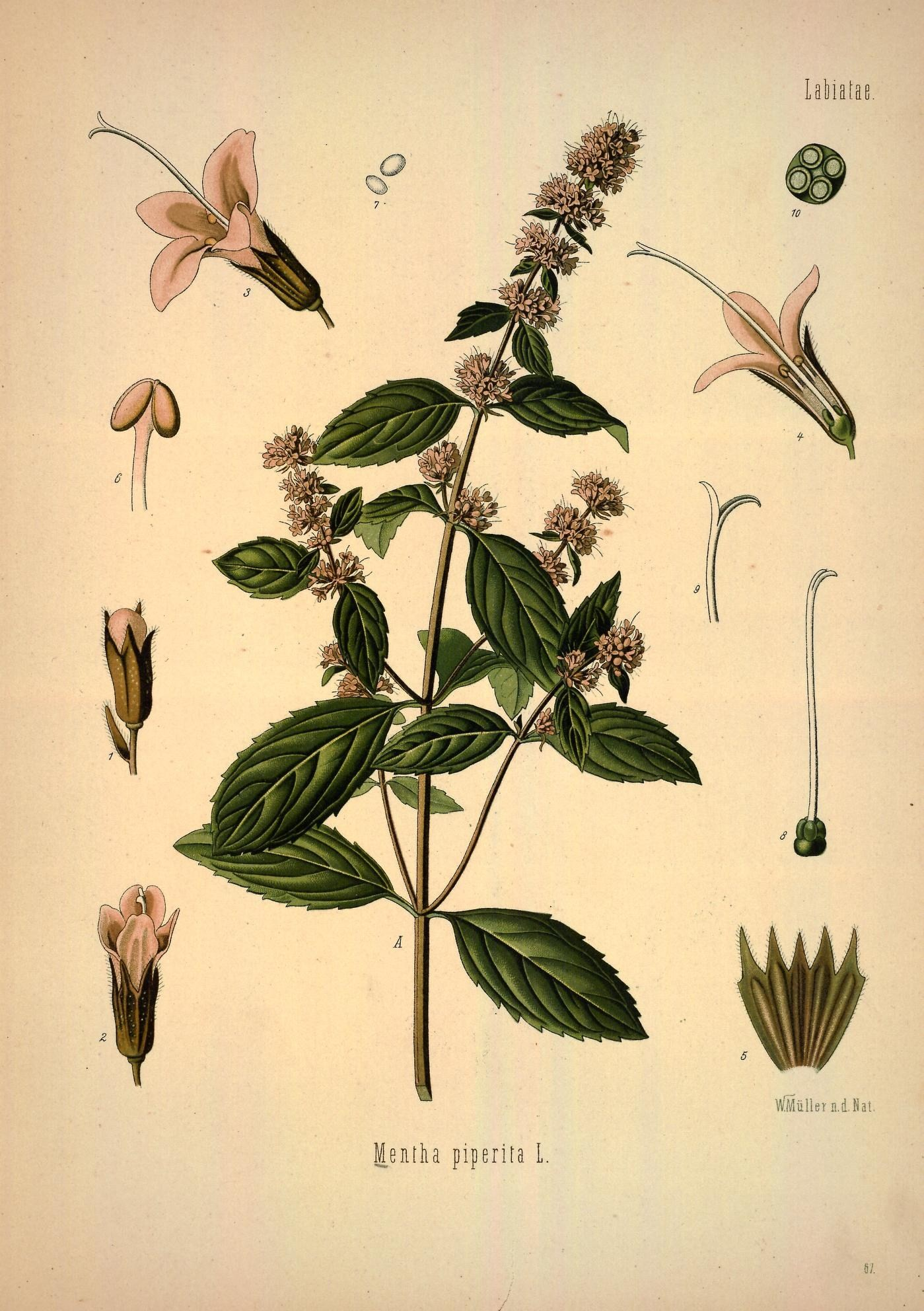

Мята перечная — многолетнее травянистое растение, с горизонтальным ветвистым корневищем и тонкими мочковатыми корнями.
Стебель — прямостоячий, 30—100 см высоты, полый, четырёхгранный, прямой, ветвистый, густолиственный, голый или с редкими короткими прижатыми волосками.
Листья — накрест супротивные, продолговато-яйцевидные, короткочерешковые, заострённые, с сердцевидным основанием и остропильчатым краем.
Цветки — мелкие, обоеполые или пестичные, светло-фиолетового цвета, собраны на верхушках побегов полумутовками, образующими колосовидные соцветия (тирс). Венчик пятичленный, слегка неправильный (неясно двугубый), розоватый или бледно-фиолетовый. Цветёт с конца июня до сентября.
Плод — ценобий, состоит из четырёх орешков. Плоды образуются редко.

## Распространение и экология
В диком виде не существует. Это гибрид, выведенный в Англии путем гибридизации мяты водной и мяты колосковой (М. aquatica L. х М. spicata L.).
В России до 90-х годов прошлого века широко культивировалась как эфиромасличное и лекарственное растение. Промышленные плантации находились в Краснодарском крае, Воронежской, Московской, Новосибирской и Самарской областях. Создано много отечественных сортов этого растения. В настоящее время на территории России промышленно практически не возделывается. В Средней России мяту перечную нередко выращивают в качестве пряно-ароматического растения в садах и огородах.

## Химический состав
В растениях содержатся эфирное масло (Масло мяты перечной) (2,4—2,75 % в листьях, в соцветиях 4—6 %), дубильные и смолистые вещества, каротин (0,007—0,0075 %, в листьях 0,0105—0,012), гесперидин, аскорбиновая (0,0095 %), хлорогеновая (0,7 %), кофейная (0,5—2 %), урсоловая (0,3 %) и олеаноловая (0,12 %) кислоты, рутин (0,014 %), бетаин, аргинин, нейтральные сапонины, глюкоза, рамноза, фитостерин. В семенах найдено жирное масло (20 %).
Масло бесцветное, с желтоватым или зеленоватым оттенком, приятным освежающим вкусом и запахом. При отстаивании густеет и темнеет. Основной составной частью эфирного масла является вторичный спирт l-ментол (45—92 %). В масле листьев содержатся также эфиры ментола с уксусной и валериановой кислотами, α- и β-пинен, лимонен, дипентен, фелландрен, цинеол, цитраль, гераниол, карвон, дигидрокарвон.

## Значение и применение
Использование мяты перечной началось с древнейших времён, она высоко ценилась в Древнем Риме. Мятной водой опрыскивали комнаты, а столы натирали листьями мяты, чтобы создать у гостей жизнерадостное настроение.
Ценный медонос, даёт нектар. Мёд имеет янтарный цвет и приятный аромат мяты.

### Применение в кулинарии и парфюмерии
В современной кулинарии используют листья и надземные части, собранные в период цветения. Из них получают эфирное масло и ментол, широко применяемые в медицине, парфюмерной, кондитерской и ликёро-водочной промышленности, при производстве коньяков.
Мята очень популярна в английской кухне, её добавляют в соусы к бараньему мясу. В американской кухне её добавляют для улучшения вкуса и аромата смешанных напитков из томатного сока и в различные фруктовые и овощные салаты. В арабской, испанской и итальянской кухне мяту подают на стол в качестве пряности или добавляют в различные смеси пряностей. Листья мяты улучшают вкус жаркого, жареной ягнятины, баранины и цыплят. Она добавляется к тушёной капусте, моркови, гороху или луку-порею. Свежие побеги в небольшом количестве можно использовать для добавления в овощные супы, маринады для мяса и к блюдам из сыра.

### Применение в медицине
В качестве лекарственного сырья используют лист мяты перечной (лат. Folium Menthae piperitae) и лист мяты перечной обмолоченный (Folium Menthae piperitae contusae). Заготовку проводят в сухую погоду, когда зацветает примерно половина растений.
В медицине листья мяты входят в состав желудочных, ветрогонных, успокоительных и желчегонных чаёв, мятных капель от тошноты как средство, повышающее аппетит, и противоспазматическое желудочное средство. Из лекарственного сырья получают настойку и «мятную воду».
Главным действующим компонентом препаратов мяты является ментол, содержащийся в эфирном масле растения. Кроме эфирного масла, в состав мяты входят терпеноиды (лимонен, цинеол, дипентен), каротин, рутин, аскорбиновая, урсоловая, олеаноловая кислоты, флавоноиды, дубильные вещества, микроэлементы. Применяется при воспалительных заболеваниях верхних дыхательных путей, успокаивает головную боль, улучшает аппетит.
Листья мяты популярны в народной медицине. Их употребляют наружно при невралгиях, как антисептическое средство при воспалительных процессах, ожогах, заболеваниях верхних дыхательных путей, хрипоте, осиплости голоса, при бронхите и бронхоэктазе, зубной боли; внутрь — при желудочно-кишечных и печёночных коликах, как вяжущее, противокашлевое, при тошноте, изжоге, как успокаивающее при нервном возбуждении в климактерическом периоде.
Ментол, выделяемый из мятного масла, употребляют при метеоризме, стенокардии, он входит в состав капель и мазей от насморка, карандашей от мигрени, а также используют при производстве ряда лекарственных препаратов — валидола, валокордина, ингафена, олиметина, капель Зеленина и других, применяемых при заболеваниях, сопровождающихся спазмом коронарных сосудов, гладкой мускулатуры.
|                                  |  |
| Слева направо. Листья. Соцветия. |  |

## Классификация

### Таксономия
Mentha piperita L., 1753, Sp. Pl. : 576
Вид Мята перечная относится к роду Мята (Mentha) семейства Яснотковые (Lamiaceae) порядка Ясноткоцветные (Lamiales). Таксономическая схема в соответствии с Системой APG IV по состоянию на декабрь 2023 года:
|  |                                      |  |                                   |                                   |                      |  | ещё 23 семейства | ещё 23 семейства |                   |  |  |  | еще 42 подтвержденных вида и 319 таксонов, ожидающих подтверждения |
|  |                                      |  |                                   |                                   |                      |  | ещё 23 семейства | ещё 23 семейства |                   |  |  |  | еще 42 подтвержденных вида и 319 таксонов, ожидающих подтверждения |
|  |                                      |  |                                   | порядок Ясноткоцветные            |                      |  |                  |                  | род Мята          |  |  |  |                                                                    |
|  |                                      |  |                                   | порядок Ясноткоцветные            |                      |  |                  |                  | род Мята          |  |  |  |                                                                    |
|  | отдел Цветковые, или Покрытосеменные |  |                                   |                                   | семейство Яснотковые |  |                  |                  | вид Мята перечная |  |  |  |                                                                    |
|  | отдел Цветковые, или Покрытосеменные |  |                                   |                                   | семейство Яснотковые |  |                  |                  |                   |  |  |  |                                                                    |
|  |                                      |  | ещё 63 порядка цветковых растений | ещё 63 порядка цветковых растений |                      |  |                  | ещё 268 родов    | ещё 268 родов     |  |  |  |                                                                    |
|  |                                      |  |                                   | ещё 63 порядка цветковых растений |                      |  |                  |                  | ещё 268 родов     |  |  |  |                                                                    |

### Синонимы
- Mentha aquatica f. piperita (L.) G.Mey.
- Mentha balsamea Willd.
- Mentha banatica Heinr.Braun
- Mentha braousiana Pérard
- Mentha canescens var. schultzii (Boutigny ex F.W.Schultz) Rouy
- Mentha concinna Pérard
- Mentha crispula Wender.
- Mentha durandoana Malinv. ex Batt. & Trab.
- Mentha exaltata Heinr.Braun
- Mentha fraseri Druce
- Mentha glabra Bellardi ex Colla
- Mentha glabrata Vahl
- Mentha hercynica Roehl.
- Mentha heuffelii Heinr.Braun
- Mentha hircina J.Fraser
- Mentha hircina Hull
- Mentha hirtescens Heinr.Braun & Topitz
- Mentha hortensis Ten.
- Mentha hortensis var. citrata Ten.
- Mentha hudsoniana Heinr.Braun
- Mentha kahirina Forssk.
- Mentha langii Geiger ex T.Nees
- Mentha maximilianea var. schultzii (Boutigny ex F.W.Schultz) Briq.
- Mentha napolitana Ten.
- Mentha nigricans Mill.
- Mentha odora Salisb.
- Mentha odorata Sole
- Mentha officinalis Hull
- Mentha pimentum Nees ex Bluff & Fingerh.
- Mentha piperita f. puberula Topitz
- Mentha piperita f. rotundella Topitz
- Mentha piperita subsp. citrata (Ehrh.) Briq.
- Mentha piperita subsp. citrata (Ehrh.) Briq.
- Mentha piperita var. balsamea (Willd.) Rouy
- Mentha piperita var. beckeri Briq.
- Mentha piperita var. braousiana (Pérard) Briq.
- Mentha piperita var. calophylla Briq.
- Mentha piperita var. calvifolia Briq.
- Mentha piperita var. citrata (Ehrh.) Briq.
- Mentha piperita var. citrata (Ehrh.) Briq.
- Mentha piperita var. crispula (Wender.) Heinr.Braun
- Mentha piperita var. durandoana (Malinv. ex Batt.) Briq.
- Mentha piperita var. globosiceps Briq.
- Mentha piperita var. hercynica (Röhl.) Briq.
- Mentha piperita var. heuffelii (Heinr.Braun) Topitz
- Mentha piperita var. hispidula Briq.
- Mentha piperita var. hudsoniana Heinr.Braun
- Mentha piperita var. langii (Geiger ex T.Nees) W.D.J.Koch
- Mentha piperita var. officinalis Sole
- Mentha piperita var. ouweneelii Lebeau & Lambinon
- Mentha piperita var. pennsylvanica Briq.
- Mentha piperita var. pimentum (Nees ex Bluff & Fingerh.) Nyman
- Mentha piperita var. piperoides (Malinv.) Rouy
- Mentha piperita var. poicila Topitz
- Mentha piperita var. subhirsuta Benth.
- Mentha piperoides Malinv.
- Mentha schultzii Boutigny ex F.W.Schultz
- Mentha suavis var. schultzii (Boutigny ex F.W.Schultz) Briq.
- Mentha tenuis Frank ex Benth.